# Хрисипп
Хрисипп из Сол (вар. — Хризипп, др.-греч. Χρύσιππος ὁ Σολεύς; 281/278 до н. э., Солы (или Тарс) в Киликии — 208/205 до н. э., Афины) — философ, представитель ранних стоиков. Возглавлял стоическую школу, а также считался её вторым основателем (систематизатором) — к его заслугам относят окончательное оформление стоицизма. Ученик и преемник Клеанфа.

## Биография
Сын некоего Аполлония. Занимался бегом. Учился в Афинах у стоика Клеанфа, а также у академиков Аркесилая и Лакида. После смерти Клеанфа возглавил школу. Прожил 73 года и умер в 143 олимпиаду.
Согласно Диогену Лаэртскому, существует две версии смерти Хрисиппа. По одной из них, когда Хрисипп «вёл занятия в Одеоне […] один из учеников позвал его к жертвенному пиру; здесь он выпил неразбавленного вина, почувствовал головокружение и на пятый день расстался с жизнью». Согласно же другой версии, он умер от припадка хохота: «увидев, как осёл сожрал его смоквы, он крикнул старухе, что теперь надо дать ослу чистого вина промыть глотку, закатился смехом и испустил дух».

## Учение
Был известен своей диалектикой. Хрисипп создал учение о периодическом сожжении и возрождении мира божеством. В этике Хрисипп утверждал единство души и, в отличие от Зенона Китийского, видел в страстях не следствия ошибочных суждений, а сами ошибочные суждения. Вместе с Зеноном провозглашал идеалом добродетельной жизни «жизнь в согласии с природой».
Хрисипп считал, что всего было два мудреца — Сократ и основатель стоической школы Зенон.

## Сочинения
Хрисипп написал огромное количество сочинений (705 книг по сообщению Диогена Лаэртского), но ни одно из них до нашего времени не дошло. Впрочем, в издании фон Арнима к Хрисиппу отнесено 1216 фрагментов — более, чем к кому-либо ещё из ранних стоиков. Его учениками были Диоген Вавилонский и Аристокреон.
Впервые употребил термин «инстинкт» в смысле стремления или побуждения для характеристики поведения птиц и других животных.